# Amchitka
Amchitka is een vulkanisch eiland in de Aleoeten eilandenreeks bij Alaska. Het eiland werd 2500 jaar lang bewoond door de Ungangan, maar sinds 1832 heeft het eiland geen permanente bewoners meer.
De Verenigde Staten hebben op dit eiland drie ondergrondse atoomproeven uitgevoerd (zie tabel). Natuurbeschermers en wetenschappers aan de westkust van de VS en Canada maakten zich ernstig zorgen over de allesvernietigende tests. De milieu-organisatie Greenpeace werd als reactie op de atoomproeven opgericht.

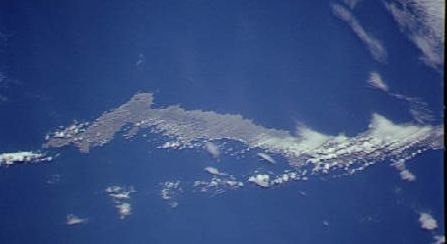
Amchitka

| Naam      | Datum (GMT)           | Locatie                 | TNT-equivalent |
| --------- | --------------------- | ----------------------- | -------------- |
| Long Shot | 29 oktober 1965 21:00 | 51° 26′ NB, 179° 11′ OL | 80 kiloton     |
| Milrow    | 2 oktober 1969 22:06  | 51° 25′ NB, 179° 11′ OL | ~ 1 Megaton    |
| Cannikin  | 6 november 1971 22:00 | 51° 28′ NB, 179° 6′ OL  | < 5 Megaton    |